# Сорочелогівська сільська рада
Сорочелогівська́ сільська рада (рос. Сорочелоговской сельский совет) — сільське поселення у складі Первомайського району Алтайського краю Росії.
Адміністративний центр — село Сорочий Лог.

## Населення
Населення — 1223 особи (2019; 1250 в 2010, 1245 у 2002).

## Склад
До складу сільської ради входять:
| Населений пункт   | Населення, осіб (2002) | Населення, осіб (2010) |
| ----------------- | ---------------------- | ---------------------- |
| Сорочий Лог, село | 1234                   | 1248                   |
| Степний, селище   | 11                     | 2                      |